# Isaac Elsevier

Elsevier logo

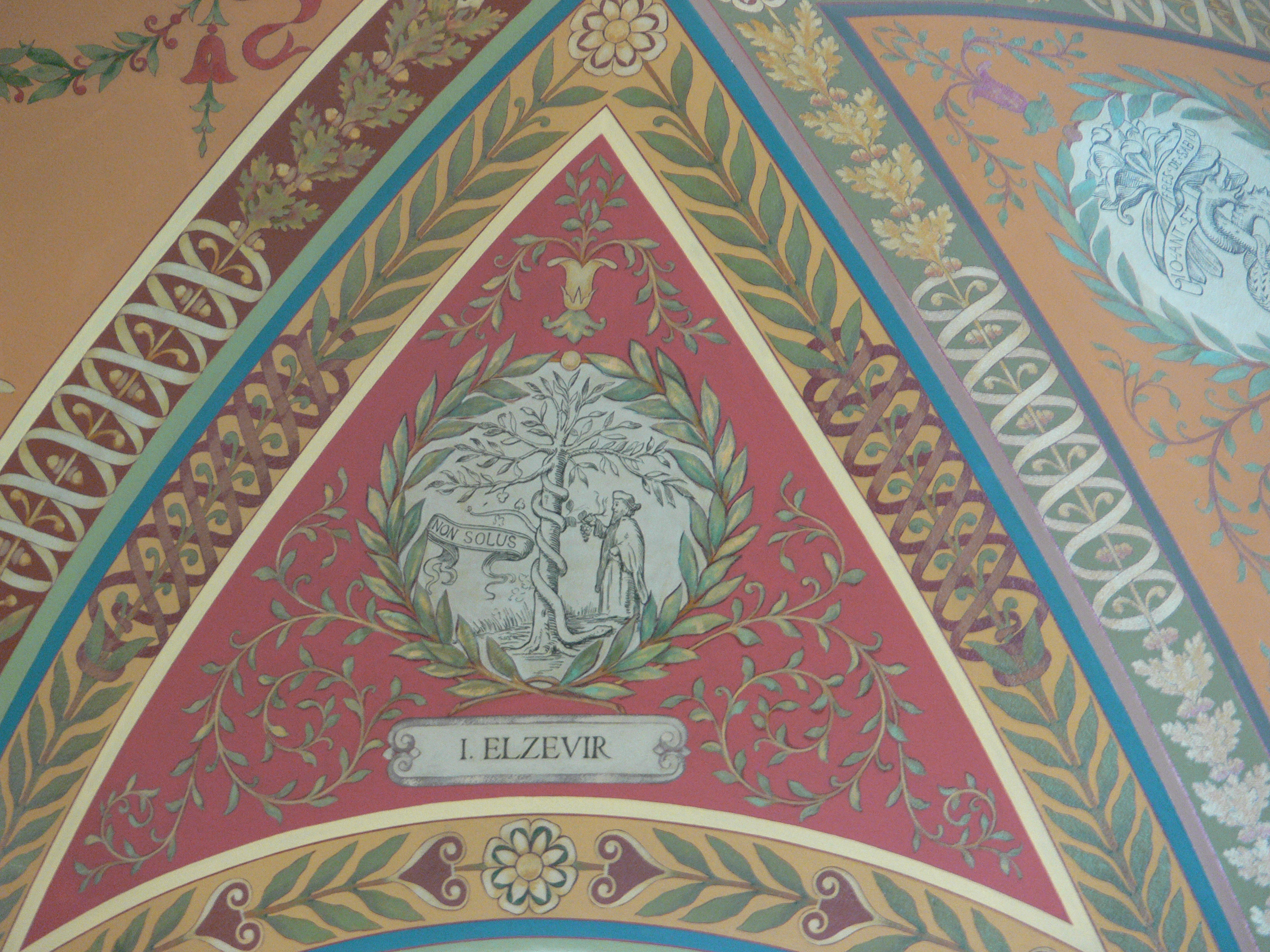
Logo van Elsevier afgebeeld in the Library of Congress

Isaac Elsevier  (Leiden, 11 maart 1596 - Keulen, 8 oktober 1651) was een Nederlandse uitgever en drukker. In het jaar 1617 werkte Elsevier met een van de eerste drukpersen die in de stad Leiden ter beschikking waren. In 1712 hield het Huis Elsevier op te bestaan. 
In 1880 werd een nieuw bedrijf opgericht dat de naam van de historische drukkerij overnam.

## Biografie
Isaac was de tweede van Matthijs Elseviers drie zonen en kleinzoon van Lodewijk Elsevier, stamvader van het geslacht Elsevier. Zijn carrière als uitgever omvatte negen jaar. Het meeste van zijn drukwerk was bestemd voor de universiteit van Leiden.
In 1616 kocht hij een bestaande drukkerij in Leiden en in 1620 werd hij de uitgever voor de universiteit van Leiden. In 1625 kocht hij de uitgeverij van Thomas van Erpe (met oosterse lettertypen) van diens weduwe voor de zeer grote som van 8000 gulden. Met de Syrische, Arabische, Aramese en Hebreeuwse lettertypen die deze drukkerij bezat, veroverde hij een monopolie in de branche van oosterse typografie. Een jaar later, in 1626, verkocht hij zijn uitgeverij aan zijn oom Bonaventura Elsevier en zijn broer Abraham Elsevier.
Elsevier verliet Leiden en kocht een herberg in Rotterdam. In 1629 verliet hij de herberg om provoost generaal te worden bij de Admiraliteit van Rotterdam. Later werd hij, samen met zijn twee jongste zonen, brouwer. Hij stierf tijdens een zakenreis in Keulen in 1651.

## Het Elsevier-logo
Het huidige Elsevier-logo is in gebruik sinds Isaac het introduceerde in Leiden in 1620. Het beeldt een met wijnstok verstrengelde iep uit. Rechts staat een man, links is een banier afgebeeld met het Latijnse motto Non Solus (Niet alleen). Het logo is een variant op het logo dat Lodewijk Elsevier gebruikte; een man rechts naast een boom, een banier met opschrift vasthoudend.
- Library of Congress (afbeelding rechts)
- University of Illinois belangrijkste drukkers merken.

- Biblioteca Nacional de España: XX1676477
- Bibliothèque nationale de France: cb12563801t (data)
- Biografisch Portaal: 92806175
- Catàleg d'autoritats de noms i títols de Catalunya: 981058512094406706
- Gemeinsame Normdatei: 138799989
- International Standard Name Identifier: 0000 0001 1029 7838
- Library of Congress Control Number: n97101365
- Nationale Bibliotheek van Israël: 987007319443305171
- Nederlandse Thesaurus van Auteursnamen: 164039619
- Système universitaire de documentation: 034938664
- Virtual International Authority File: 76432355
- WorldCat: E39PBJwttfkFWb9cR7mjYYKw4q